# Listopad 2021
Toto je archivovaný článek z portálu Aktuality.
2. listopadu – úterý
 Lexikografové Oxfordského slovníku angličtiny zvolili vax (vakcína, vakcinace) slovem roku. 
 ABBA vydala po čtyřiceti letech nové studiové album Voyage. 
4. listopadu – čtvrtek
 Soud v Gomelu odsoudil dva běloruské ochránce lidských práv z organizace Vjasna k trestu odnětí svobody: Leanida Sudalenku na 3 roky a Tacjanu Lasicovou na 2,5 roku. 
5. listopadu – pátek
 Kauza Hitler je gentleman: Ministerstvo financí se omluvilo za slova prezidenta Miloše Zemana o novináři Ferdinandu Peroutkovi z roku 2015. 
6. listopadu – sobota
 V kalábrijském městě Lamezia Terme bylo ve speciální podzemní soudní síní odsouzeno 70 obviněných příslušníků zločinecké organizace 'Ndrangheta za spojení s mafií, pokusu o vraždu, obchodu s drogami, praní špinavých peněz, vydírání a nelegálního držení zbraní. 
7. listopadu – neděle
 V nikaragujských prezidentských volbách zvítězil předem jasný vítěz dosavadní prezident Daniel Ortega, který nechal předem zatknout možné kandidáty. 
8. listopadu – pondělí
 Poprvé se sešla nově zvolená Poslanecká sněmovna Parlamentu České republiky a přítomní poslanci složili ústavní slib. 
9. listopadu – úterý
 Prezident Miloš Zeman pověřil Petra Fialu, lídra koalice SPOLU, sestavením nové vlády. 
 MPSV oznámilo, že začne vyplácet dávky mimořádné okamžité pomoci na úhradu záloh DPI bývalých klientů společnosti Bohemia Energy. 
 V Japonském moři poblíž Nachodky najela na mělčinu panamská kontejnerová loď a rozlomila se. 
10. listopadu – středa
 Státní zastupce Jaroslav Šaroch požádal poslaneckou sněmovnu o vydání Andreje Babiše k trestnímu stíhání v kauze Čapí hnízdo. 
 Ve věku 69 let zemřel slovenský zpěvák a skladatel Miroslav Žbirka. 
11. listopadu – čtvrtek
 Společnost SpaceX vyslala k Mezinárodní vesmírné stanici let SpaceX Crew-3 s čtyřčlennou posádkou. 
12. listopadu – pátek
 Ruská generální prokuratura podala k nejvyššímu soudu návrh na uzavření nevládní organizace Memorial. 
13. listopadu – sobota
 Bývalý prezidentský poradce Steve Bannon byl vydán k trestnímu stíhání pro pohrdání Kongresem, kterého se dopustil, když odmítl předvolání ke slyšení ohledně lednových nepokojů ve Washingtonu, D.C. 
15. listopadu – pondělí
 V Rakousku začala platit celostátní uzávěra pro osoby neočkované proti covidu-19 nebo ty, které v posledních 180 dnech neprodělaly nákazu virem SARS-CoV-2. Omezení platí po 10 dní, ale netýká se dětí mladších 12 let. 
17. listopadu – středa
 Jake Angeli, známý jako šaman hnutí QAnon, byl odsouzen ke trestu 41 měsíců odnětí svobody za svou roli v útoku na americký Kapitol. 
19. listopadu – pátek
 Televizní stanice TV Nova odvysílala slavnostní vyhlášení obnovené ankety hudební popularity Český slavík 21. 
20. listopadu – sobota
 Ženská tenisová asociace opětovně vyjádřila znepokojení nad situací tenistky Pcheng Šuaj, která zmizela poté, co na sociální síti Weibo uvedla, že ji sexuálně napadl bývalý čínský vicepremiér Čang Kao-li. 
22. listopadu – pondělí
 V Rakousku začala kvůli stupňující se epidemii platit úplná celostátní uzávěra a omezení svobody pohybu. Země též schválila povinné očkování proti covidu-19 od února 2022. 
 První kolo chilských prezidentských voleb vyhrál pravicový kandidát José Antonio Kast. Do druhého kola s ním postoupil levicový poslanec Gabriel Boric. 
23. listopadu – úterý
 Kateřina Šimáčková převzala na francouzském velvyslanectví v Praze nejvyšší francouzské státní vyznamenání Řád čestné legie za osobní nasazení v prosazování lidských práv. 
24. listopadu – středa
 Magdalena Anderssonová rezignovala krátce poté, co byla zvolena první švédskou premiérkou. 
 Raketa Sojuz 2 vynesla na oběžnou dráhu modul Pričal, který se připojí k Mezinárodní vesmírné stanici. 
 Raketa Falcon 9 vyslala sondu DART na kolizní dráhu s potenciálně nebezpečnou binární planetkou Didymos. 
 Na Slovensku začala kvůli stupňující se epidemii platit úplná celostátní uzávěra a omezení svobody pohybu. 
25. listopadu – čtvrtek
 V Česku byl kvůli stupňující se pandemii vyhlášen nouzový stav. 
26. listopadu – pátek
 Václav Malý převzal za osobní nasazení v prosazování lidských práv nejvyšší francouzské státní vyznamenání Řád čestné legie. 
 Modul Pričal byl připojen k Mezinárodní vesmírné stanici. 
 Světová zdravotnická organizace označila variantu omikron koronaviru za znekopojivou (variant of concern). 
28. listopadu – neděle
 Prezident Miloš Zeman jmenoval Petra Fialu, lídra koalice SPOLU, novým předsedou vlády. 
 Magdalena Anderssonová byla podruhé zvolena švédskou premiérkou. 
 Ve věku 90 let zemřel Jiří Srnec, scénograf, režisér, výtvarník, hudební skladatel a zakladatel černého divadla. 
30. listopadu – úterý
 Barbados přestal být součástí Commonwealth realm a stal se parlamentní republikou. První prezidentkou byla zvolena stávající guvernérka Sandra Masonová. 